# Покровское (Красноградский район)
Покро́вское (укр. Покровское; до 2016 г. Жовтне́вое) — посёлок, Песчанский сельский совет, Красноградский район, Харьковская область, Украина.
Код КОАТУУ — 6323385502. Население по переписи 2001 года составляет 299 (144/155 м/ж) человек.

## Географическое положение
Посёлок Покровское находится между автомобильными дорогами М-18 (E 105) и Р-51. На расстоянии в 5 км расположены сёла Зоряное, Вишнёвое, Песчанка и Ивановское. По посёлку протекает пересыхающий ручей с запрудами.

## История
- 1800 — дата основания.

## Экономика
- Молочно-товарная ферма.

## Объекты социальной сферы
- Школа.
- Клуб.